# 342 Ендіміон
342 Ендіміон (342 Endymion) — астероїд головного поясу, відкритий 17 жовтня 1892 року Максом Вольфом.